# Cañonera (fortificación)

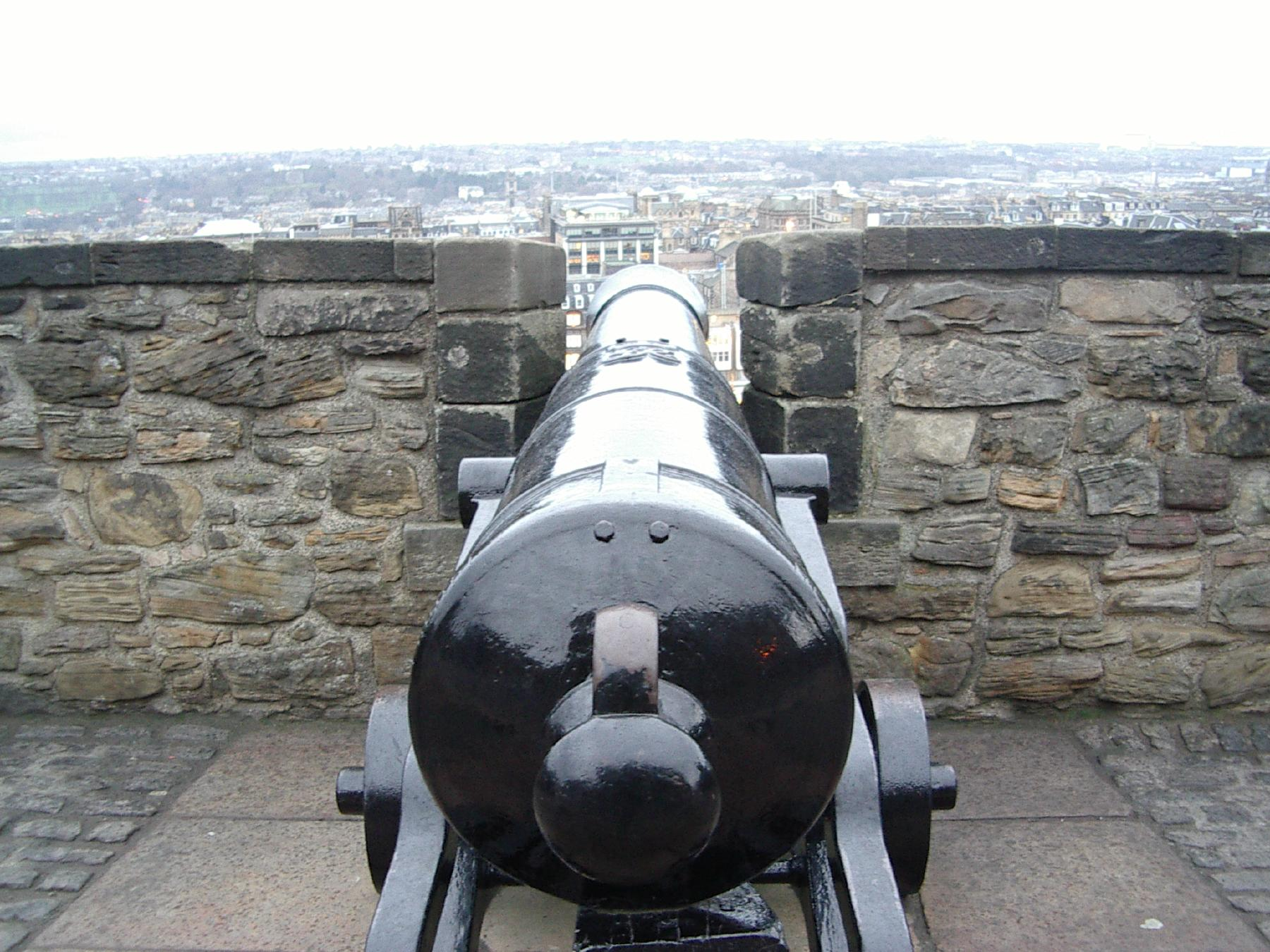
Cañón asomando por una cañonera.

Se llama cañonera o tronera al espacio que hay entre los merlones de la murallas o entre merlón y merlón para poner los cañones de defensa. También se llama así al espacio que hay en las baterías entre cestón y cestón para colocar la artillería. 